# Harrisia brookii
Harrisia brookii Britton 1908 es una especie de planta fanerógama de la familia Cactaceae. 

## Distribución
Es endémica de Bahamas. Es una especie extremadamente rara en la vida silvestre.

## Descripción
Harrisia brookii crece arbustivo con abundante ramificación, de color verde brillante y 3-4 cm de diámetro y  alcanza hasta 5 metros de altura. Tiene diez costillas. Las areolas con nueve a doce espinas  de color marrón a blanco de hasta 2,5 centímetros de largo.
Las flores con forma de embudo tienen una longitud de unos 20 centímetros. El tubo de la flor y el pericarpio están ocupados con escamas puntiagudas. Los frutos son amarillentos, elipsoidales a esféricos y alcanzan diámetros de hasta 8 cm. Están cubiertos con escamas persistentes.

## Taxonomía
Harrisia brookii fue descrita por  Britton  y publicado en Bulletin of the Torrey Botanical Club 35: 564. 1908.
Etimología
Ver: Harrisia
brookii epíteto nombrado en honor del archivero Herbert A. Brooke de las Bahamas.
Sinonimia
- Cereus brookii[3]